# 第3次吉田内閣 (第3次改造)
第3次吉田第3次改造内閣（だいさんじ よしだ だいさんじかいぞうないかく）は、衆議院議員・自由党総裁の吉田茂が第49代内閣総理大臣に任命され、1951年（昭和26年）12月26日から1952年（昭和27年）10月30日まで続いた日本の内閣。
前の第3次吉田第2次改造内閣の改造内閣である。衆院選を挟まずに3回内閣改造を行った例は、この内閣と第2次池田第3次改造内閣、第1次佐藤第3次改造内閣、野田第3次改造内閣、第3次安倍第3次改造内閣の5つのみであり、回数としては最多である。

## 内閣の顔ぶれ・人事

### 国務大臣
1951年（昭和26年）12月26日任命。在職日数310日（第1次、2次、3次通算1,846日）。 
| 職名 | 代                     | 氏名                   | 氏名                                   | 出身等                   | 特命事項等                                                          | 備考                            |
| --- | ---------------------- | ---------------------- | -------------------------------------- | ------------------------ | ------------------------------------------------------------------- | ------------------------------- |
| 内閣総理大臣 | 49                     | 吉田茂                 |                                        | 衆議院 自由党            | 外務、国務大臣 （保安庁長官事務取扱）兼任                           | 留任 自由党総裁                 |
| 法務総裁 | 6                      | 木村篤太郎             |                                        | 非議員 自由党            | 国務大臣 （行政管理庁長官）兼任                                     | 1952年8月1日免                  |
| 法務総裁 | （法務府廃止）         | （法務府廃止）         | （法務府廃止）                         | （法務府廃止）           | （法務府廃止）                                                      | 1952年8月1日付                  |
| 法務大臣 | （法務省未設置）       | （法務省未設置）       | （法務省未設置）                       | （法務省未設置）         | （法務省未設置）                                                    | 1952年8月1日設置                |
| 法務大臣 | 1                      | 木村篤太郎             |                                        | 非議員 自由党            | 国務大臣 （行政管理庁長官）兼任                                     | 1952年8月1日任                  |
| 外務大臣 | 70                     | 吉田茂                 |                                        | 衆議院 自由党            | 内閣総理大臣兼任                                                    | 留任 1952年4月30日免 自由党総裁 |
| 外務大臣 | 71                     | 岡崎勝男               |                                        | 衆議院 自由党            |                                                                     | 転任 1952年4月30日任            |
| 大蔵大臣 | 55                     | 池田勇人               |                                        | 衆議院 自由党            |                                                                     | 留任                            |
| 文部大臣 | 67                     | 天野貞祐               |                                        | 民間                     |                                                                     | 留任 1952年8月12日免            |
| 文部大臣 | 68                     | 岡野清豪               |                                        | 衆議院 自由党            |                                                                     | 1952年8月12日任                 |
| 厚生大臣 | 20                     | 橋本龍伍               |                                        | 衆議院 自由党            | 国務大臣 （行政管理庁長官）兼任                                     | 留任 1952年1月18日免            |
| 厚生大臣 | 21                     | 吉武恵市               |                                        | 衆議院 自由党            | 労働大臣兼任                                                        | 1952年1月18日任                 |
| 農林大臣 | 14                     | 広川弘禅               |                                        | 衆議院 自由党            |                                                                     |                                 |
| 通商産業大臣 | 5                      | 高橋龍太郎             |                                        | 参議院 無所属 （緑風会） |                                                                     | 留任                            |
| 運輸大臣 | 13                     | 村上義一               |                                        | 参議院 無所属 （緑風会） |                                                                     |                                 |
| 郵政大臣 | 3                      | 佐藤栄作               |                                        | 衆議院 自由党            | 電気通信大臣兼任                                                    | 留任                            |
| 電気通信大臣 | 3                      | 佐藤栄作               |                                        | 衆議院 自由党            | 郵政大臣兼任                                                        | 留任 1952年8月1日免             |
| 電気通信大臣 | （電気通信省廃止）     | （電気通信省廃止）     | （電気通信省廃止）                     | （電気通信省廃止）       | （電気通信省廃止）                                                  | 1952年8月1日付                  |
| 労働大臣 | 6                      | 吉武恵市               |                                        | 衆議院 自由党            | 厚生大臣兼任                                                        | 初入閣                          |
| 建設大臣 | 6                      | 野田卯一               |                                        | 衆議院 自由党            | 国務大臣 （行政管理庁、 北海道開発庁長官）兼任 首都建設委員会委員長 | 留任                            |
| 国務大臣 経済安定本部総務長官 | 8                      | 周東英雄               |                                        | 衆議院 自由党            | 国務大臣 （中央経済調査庁、物価庁）兼任                             | 留任 1952年8月1日免             |
| 国務大臣 経済安定本部総務長官 | （経済安定本部廃止）   | （経済安定本部廃止）   | （経済安定本部廃止）                   | （経済安定本部廃止）     | （経済安定本部廃止）                                                | 1952年8月1日付                  |
| 国務大臣 中央経済調査庁長官 | 6                      | 周東英雄               |                                        | 衆議院 自由党            | 国務大臣 （経済安定本部総務長官、 物価庁）兼任                      | 留任 1952年8月1日免             |
| 国務大臣 中央経済調査庁長官 | （中央経済調査庁廃止） | （中央経済調査庁廃止） | （中央経済調査庁廃止）                 | （中央経済調査庁廃止）   | （中央経済調査庁廃止）                                              | 1952年8月1日付                  |
| 国務大臣 物価庁長官 | 8                      | 周東英雄               |                                        | 衆議院 自由党            | 国務大臣 （経済安定本部総務長官、 中央経済調査庁）兼任              | 留任 1952年4月1日免             |
| 国務大臣 物価庁長官 | （物価庁廃止）         | （物価庁廃止）         | （物価庁廃止）                         | （物価庁廃止）           | （物価庁廃止）                                                      | 1952年4月1日付                  |
| 国務大臣 経済審議庁長官 | （経済審議庁未設置）   | （経済審議庁未設置）   | （経済審議庁未設置）                   | （経済審議庁未設置）     | （経済審議庁未設置）                                                | 1952年8月1日設置                |
| 国務大臣 経済審議庁長官 | 1                      | 周東英雄               |                                        | 衆議院 自由党            |                                                                     | 1952年8月1日任 1952年9月2日免   |
| 国務大臣 経済審議庁長官 | 2                      | 山崎猛                 |                                        | 衆議院 自由党            |                                                                     | 転任 1952年9月2日任             |
| 国務大臣 行政管理庁長官 | 7                      | 橋本龍伍               |                                        | 衆議院 自由党            | 厚生大臣兼任                                                        | 留任 1952年1月18日免            |
| 国務大臣 行政管理庁長官 | 8                      | 木村篤太郎             |                                        | 衆議院 自由党            | 法務総裁（法務大臣）兼任                                            | 1952年1月18日任 1952年4月5日免  |
| 国務大臣 行政管理庁長官 | 9                      | 野田卯一               |                                        | 衆議院 自由党            | 建設、国務大臣 （北海道開発庁長官）兼任                             | 1952年4月5日任                  |
| 国務大臣 賠償庁長官 | 9                      | 岡崎勝男               |                                        | 衆議院 自由党            |                                                                     | 転任 1951年12月27日任           |
| 国務大臣 賠償庁長官 | （賠償庁廃止）         | （賠償庁廃止）         | （賠償庁廃止）                         | （賠償庁廃止）           | （賠償庁廃止）                                                      | 1952年4月28日付                 |
| 国務大臣 地方自治庁長官 | 3                      | 岡野清豪               |                                        | 衆議院 自由党            |                                                                     | 留任 1952年8月1日免             |
| 国務大臣 地方自治庁長官 | （地方自治庁廃止）     | （地方自治庁廃止）     | （地方自治庁廃止）                     | （地方自治庁廃止）       | （地方自治庁廃止）                                                  | 1952年8月1日付                  |
| 国務大臣 自治庁長官 | （自治庁未設置）       | （自治庁未設置）       | （自治庁未設置）                       | （自治庁未設置）         | （自治庁未設置）                                                    | 1952年8月1日設置                |
| 国務大臣 自治庁長官 | 1                      | 岡野清豪               |                                        | 衆議院 自由党            | 文部大臣兼任                                                        | 1952年8月1日任                  |
| 国務大臣 北海道開発庁長官 | 3                      | 野田卯一               |                                        | 衆議院 自由党            | 建設、国務大臣 （行政管理庁長官）兼任                               | 留任                            |
| 国務大臣 保安庁長官 | （保安庁未設置）       | （保安庁未設置）       | （保安庁未設置）                       | （保安庁未設置）         | （保安庁未設置）                                                    | 1952年8月1日設置                |
| 国務大臣 保安庁長官 | -                      | 吉田茂                 |                                        | 衆議院 自由党            | 事務取扱 （内閣総理大臣兼任）                                       | 1952年8月1日任 自由党総裁       |
| 国務大臣 警察予備隊担当 | -                      | 大橋武夫               |                                        | 衆議院 自由党            |                                                                     | 留任 1952年8月1日まで           |
| 国務大臣 （無任所） | -                      | 山崎猛                 |                                        | 衆議院 自由党            |                                                                     | 1952年9月2日まで                |
| 国務大臣 （無任所） | -                      | 山縣勝見               |                                        | 参議院 自由党            |                                                                     | 初入閣 1952年9月2日任           |
| 国務大臣 （無任所） | -                      | 岡崎勝男               |                                        | 衆議院 自由党            |                                                                     | 初入閣 1951年12月27日まで       |
| 国務大臣 （無任所） | -                      | 岡崎勝男               | 転任 1952年4月29日任 1952年4月30日まで | 衆議院 自由党            |                                                                     |                                 |
| 国務大臣 （無任所） | -                      | 大野木秀次郎           |                                        | 参議院 自由党            |                                                                     | 初入閣 1952年9月2日任           |
| 国務大臣 （無任所） | -                      | 中山寿彦               |                                        | 参議院 自由党            |                                                                     | 初入閣 1952年9月2日任           |
| 1. 辞令のある留任は個別の代として記載し、辞令のない留任は記載しない。 2. 臨時代理は、大臣空位の場合のみ記載し、海外出張時等の一時不在代理は記載しない。 3. 代数は、臨時兼任・臨時代理を数えず、兼任・兼務は数える。 |                        |                        |                                        |                          |                                                                     |                                 |

### 内閣官房長官・副長官
1951年（昭和26年）12月26日任命。
| 職名 | 代 | 氏名       | 氏名 | 出身等        | 特命事項等 | 備考                 |
| --- | -- | ---------- | ---- | ------------- | ---------- | -------------------- |
| 内閣官房長官 | 8  | 保利茂     |      | 衆議院 自由党 |            |                      |
| 内閣官房副長官 | -  | 剱木亨弘   |      | （文部省）    |            | 留任 1952年8月13日免 |
| 内閣官房副長官 | -  | 江口見登留 |      | （旧内務省）  |            | 1952年8月13日任      |
| 内閣官房副長官 | -  | 菅野義丸   |      | 運輸省        |            | 留任                 |
| 1. 辞令のある留任は個別の代として記載し、辞令のない留任は記載しない。 2. 臨時代理は、大臣空位の場合のみ記載し、海外出張時等の一時不在代理は記載しない。 3. 代数は、臨時兼任・臨時代理を数えず、兼任・兼務は数える。 |    |            |      |               |            |                      |

### 政務次官
| 職名                    | 氏名                   | 出身等                 | 備考                                 |
| ----------------------- | ---------------------- | ---------------------- | ------------------------------------ |
| 法務政務次官 （法務府） | 龍野喜一郎             | 衆議院／自由党         | 1952年7月31日免                      |
| 法務政務次官 （法務府） | （法務府廃止）         | （法務府廃止）         | 1952年7月31日付                      |
| 法務政務次官 （法務省） | （法務省未設置）       | （法務省未設置）       | 1952年7月31日付                      |
| 法務政務次官 （法務省） | 龍野喜一郎             | 衆議院／自由党         | 1952年8月1日任                       |
| 外務政務次官            | 石原幹市郎             | 参議院／自由党         |                                      |
| 大蔵政務次官            | 西村直己               | 衆議院／自由党         |                                      |
| 文部政務次官            | 今村忠助               | 衆議院／自由党         |                                      |
| 厚生政務次官            | 松野頼三               | 衆議院／自由党         |                                      |
| 農林政務次官            | 野原正勝               | 衆議院／自由党         | 1952年6月10日免                      |
| 農林政務次官            | 小川原政信             | 衆議院／自由党         | 1952年6月11日任 1952年9月6日死亡欠缺 |
| 農林政務次官            | （欠員）               | （欠員）               | 1952年9月6日から                     |
| 通商産業政務次官        | 本間俊一               | 衆議院／自由党         |                                      |
| 運輸政務次官            | 佐々木秀世             | 衆議院／自由党         |                                      |
| 郵政政務次官            | 寺本斎                 | 衆議院／自由党         |                                      |
| 電気通信政務次官        | 平井太郎               | 衆議院／自由党         | 1952年7月31日免                      |
| 電気通信政務次官        | （電気通信省廃止）     | （電気通信省廃止）     | 1952年7月31日付                      |
| 労働政務次官            | 溝口三郎               | 参議院／緑風会         |                                      |
| 建設政務次官            | 塚原俊郎               | 衆議院／自由党         |                                      |
| 経済安定政務次官        | 福田篤泰               | 衆議院／自由党         | 1952年7月31日免                      |
| 経済安定政務次官        | （経済安定本部廃止）   | （経済安定本部廃止）   | 1952年7月31日付                      |
| 中央経済調査政務次官    | 上原正吉               | 参議院／自由党         | 1952年3月31日任 1952年7月31日免      |
| 中央経済調査政務次官    | （中央経済調査庁廃止） | （中央経済調査庁廃止） | 1952年7月31日付                      |
| 物価政務次官            | 上原正吉               | 参議院／自由党         | 1952年3月31日免                      |
| 物価政務次官            | （物価庁廃止）         | （物価庁廃止）         | 1952年4月1日付                       |
| 経済審議政務次官        | （経済審議庁未設置）   | （経済審議庁未設置）   | 1952年7月31日設置                    |
| 経済審議政務次官        | 福田篤泰               | 衆議院／自由党         | 1952年8月1日任                       |
| 行政管理政務次官        | 山口六郎次             | 衆議院／自由党         |                                      |
| 賠償政務次官            | 入交太蔵               | 参議院／自由党         | 1952年4月28日免                      |
| 賠償政務次官            | （賠償庁廃止）         | （賠償庁廃止）         | 1952年4月28日付                      |
| 外資政務次官            | （外資委員会設置）     | （外資委員会設置）     | 1952年4月28日付                      |
| 外資政務次官            | 入交太蔵               | 参議院／自由党         | 1952年4月28日任                      |
| 外資政務次官            | （外資委員会廃止）     | （外資委員会廃止）     | 1952年7月31日付                      |
| 地方自治政務次官        | 藤野繁雄               | 参議院／緑風会         | 1952年8月1日免                       |
| 地方自治政務次官        | （地方自治庁廃止）     | （地方自治庁廃止）     | 1952年7月31日付                      |
| 自治政務次官            | （自治庁未設置）       | （自治庁未設置）       | 1952年7月31日設置                    |
| 自治政務次官            | 藤野繁雄               | 参議院／緑風会         | 1952年8月1日任                       |
| 北海道開発政務次官      | 入交太蔵               | 参議院／自由党         | 1952年8月1日任                       |
| 保安政務次官            | （保安庁未設置）       | （保安庁未設置）       | 1952年8月1日設置                     |
| 保安政務次官            | 平井太郎               | 衆議院／自由党         | 1952年8月1日任                       |

## 勢力早見表
※ 内閣発足当初（前内閣の事務引継は除く）。
| 名称   | 国務大臣 | 政務次官 | その他                                  |
| ------ | -------- | -------- | --------------------------------------- |
| 自由党 | 12       | 15       | 衆議院議長、内閣官房長官 国務大臣のべ19 |
| 緑風会 | 1        | 2        | 参議院議長                              |
| 民間   | 1        | 0        |                                         |
| -      | 14       | 17       | 国務大臣のべ21                          |

## 内閣の動き

### 改造前
1951年（昭和26年）9月8日に、サンフランシスコ講和条約と旧日米安全保障条約が締結し翌1952年（昭和27年）4月28日の両条約発効を以って、日本は連合国軍最高司令官総司令部（GHQ/SCAP）による占領体制に終止符を打ち、国際社会に復帰を果たした。日本国内では、占領体制の終焉に伴い、吉田内閣の退陣、吉田の首相辞任も観測されていた。しかし、吉田本人は退陣・辞任について微塵も念頭には無く、引き続き政権を担当する決意であった。それは、吉田自身の長く「ワンマン宰相」として占領体制下を乗り切ってきたという自負心や、旺盛な権勢欲もさることながら、それ以上にサンフランシスコ講和条約及び旧日米安保条約の発効と、新たな体制の整備（日米行政協定の交渉作業、国際社会復帰に伴う外交政策立案、漸進的防衛体制整備、共産主義抑制のための労働運動規制など）の実現のために政権維持が欠かせないという判断からであった。
同年12月19日に吉田は、翌1952年（昭和27年）は過去6年を通じて重要な年と考え、任期いっぱい、すなわち1953年（昭和28年）1月22日まで政権を担当する意思を明らかにした。そして、同年12月25日に、まったく出し抜けに内閣改造を断行し、成立したのが第3次吉田第3次改造内閣である（閣僚の認証は26日）。当然、増田甲子七幹事長ら自由党首脳らにも事前に相談することなく、吉田はワンマンぶりを発揮した。

### 目的
組閣の目的を閣僚の横顔を通して見てみると、法務総裁に起用された木村篤太郎は右翼で検事出身の政治家であり、彼を起用しての反共立法推進が予想された。前の第3次吉田第2次改造内閣の官房長官であった岡崎勝男を国務大臣（自衛力漸増担当）に起用したのは、外交官出身の岡崎に、日米行政協定交渉の担当をさせるためで、その後、吉田は自身が兼務していた外務大臣に岡崎を就けた。大橋武夫には警察予備隊担当の国務大臣として防衛体制の検討に入らせた。
党総務会長広川弘禅の農相起用は、自由党内で増田甲子七幹事長との「コップの争い」が激化し、講和を目前に国民民主党も含めて抗争が拡大したため、党内を地ならしすることが目的であった。また、党内融和では、山崎猛を国務大臣に起用している。更に「吉田学校」のメンバーである池田勇人蔵相、橋本龍伍厚相、佐藤栄作郵政相兼電通相、周東英雄安本総務長官の留任、保利茂の官房長官など、追放解除となった鳩山一郎一派に対する吉田派による政権固めが実施された。
この内閣改造を鳩山派の幹部であった河野一郎は、「とんだクリスマス・プレゼントをくれたものだ」と吐き捨てるように言ったという。
この第3次吉田第3次改造内閣に於いては、吉田茂及び側近のみが計画し、鳩山派の排除を企図して8月28日に衆議院の解散に踏み切り（抜き打ち解散）、第25回衆議院議員総選挙を断行した。